# Fjälkingemästaren

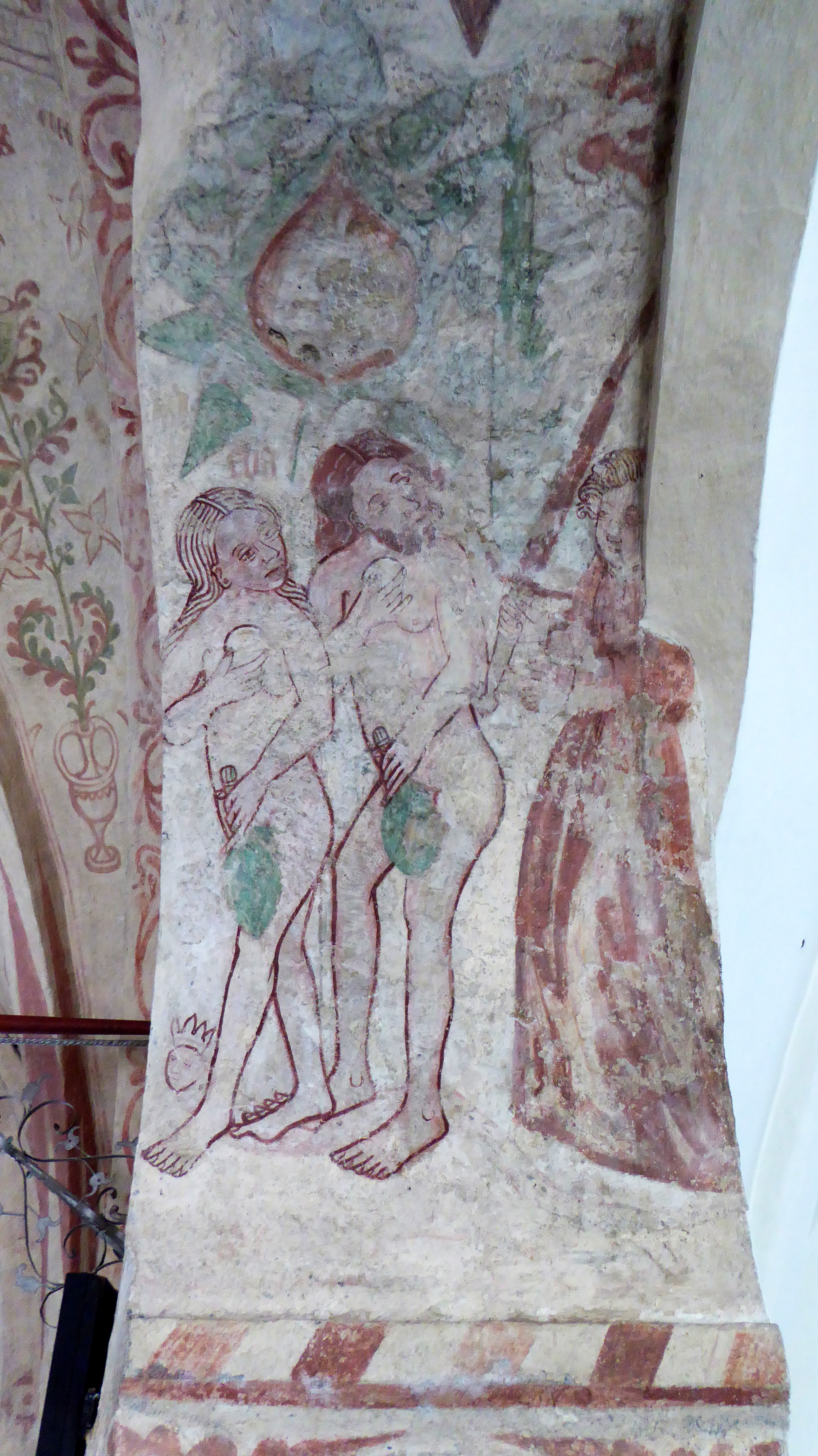
Detalj av Fjälkingemästarens alster i Östra Vemmerlövs kyrka som visar hur Adam och Eva drivs ut ur paradiset.

Fjälkingemästaren, eller Fjälkingegruppen, kallas den anonyme skånske kalkmålare som var verksam cirka 1425–1460. Han kan eventuellt ha hetat Broder Håkan, eftersom det i Östra Vemmerlövs kyrka finns en signatur fr[ater] haqu[inus], som tolkas som mästarens signatur. Stilen som användes kallas för  ”den sköna stilen” och har ljusa färger med lite plastiskt utseende på grund av skuggningen. Han har fått sitt namn från Fjälkinge kyrka, där han har utfört kalkmålningar.

## Kyrkor smyckade av Fjälkingemästaren
Mästaren har varit aktiv och smyckat ett tiotal kyrkor i två avgränsade skånska områden.

### Kristianstadsslätten
- Fjälkinge kyrka[3][2]
- Ivö kyrka[2]
- Gualövs kyrka[2]
- Kiaby kyrka[4][2]
- Kviinge kyrka[2]
- Önnestads kyrka[2]

### Österlen
- Vallby kyrka[5][2]
- Vitaby kyrka[2]
- Östra Hoby kyrka[2]
- Östra Vemmerlövs kyrka[1][2]